# Pjesma Eurovizije 1973.
Eurovizija 1973. je bila 18. Eurovizija održana u Luksemburgu. Pravilo da svaka zemlja mora pjevati na svom jeziku je izbačeno, pa su neke države pjevale na engleskom. Voditeljica je bila Helga Guitton. Ponovno je pobijedio Luksemburg, ali zbog financijskih problema nije organizirao iduću Euroviziju.

## Rezultati
| Broj | Zemlja                 | Jezik               | Pjevač             | Pjesma                     | Pozicija | Bodovi |
| ---- | ---------------------- | ------------------- | ------------------ | -------------------------- | -------- | ------ |
| 1    | Finska                 | engleski            | Marion Rung        | "Tom Tom Tom"              | 6        | 93     |
| 2    | Belgija                | nizozemski          | Nicole & Hugo      | "Baby, Baby"               | 17       | 58     |
| 3    | Portugal               | portugalski         | Fernando Tordo     | "Tourada"                  | 10       | 80     |
| 4    | Njemačka               | njemački            | Gitte              | "Junger Tag"               | 8        | 85     |
| 5    | Norveška               | engleski, francuski | Bendik Singers     | "It's Just A Game"         | 7        | 89     |
| 6    | Monako                 | francuski           | Marie              | "Un train qui part"        | 8        | 85     |
| 7    | Španjolska             | španjolski          | Mocedades          | "Eres tú"                  | 2        | 125    |
| 8    | Švicarska              | francuski           | Patrick Juvet      | "Je vais me marier, marie" | 12       | 79     |
| 9    | Jugoslavija            | srpski              | Zdravko Čolić      | "Gori vatra"               | 15       | 65     |
| 10   | Italija                | talijanski          | Massimo Ranieri    | "Chi sarà"                 | 13       | 74     |
| 11   | Luksemburg             | francuski           | Anne-Marie David   | "Tu te reconnaîtras"       | 1        | 129    |
| 12   | Švedska                | engleski            | Nova i The Dolls   | "You're Summer"            | 5        | 94     |
| 13   | Nizozemska             | nizozemski          | Ben Cramer         | "De oude muzikant"         | 14       | 69     |
| 14   | Irska                  | engleski            | Maxi               | "Do I Dream"               | 10       | 80     |
| 15   | Ujedinjeno Kraljevstvo | engleski            | Cliff Richard      | "Power to All Our Friends" | 3        | 123    |
| 16   | Francuska              | francuski           | Martine Clemenceau | "Sans toi"                 | 15       | 65     |
| 17   | Izrael                 | hebrejski           | Ilanit             | "Ey Sham"                  | 4        | 97     |

| Pjesma Eurovizije | Pjesma Eurovizije |
| --- | ----------------- |
| |                   |
| 01956. • 1957. • 1958. • 1959. • 1960. 1961. • 1962. • 1963. • 1964. • 1965. • 1966. • 1967. • 1968. • 1969. • 1970. 1971. • 1972. • 1973. • 1974. • 1975. • 1976. • 1977. • 1978. • 1979. • 1980. 1981. • 1982. • 1983. • 1984. • 1985. • 1986. • 1987. • 1988. • 1989. • 1990. 1991. • 1992. • 1993. • 1994. • 1995. • 1996. • 1997. • 1998. • 1999. • 2000. 2001. • 2002. • 2003. • 2004. • 2005. • 2006. • 2007. • 2008. • 2009. • 2010. 2011. • 2012. • 2013. • 2014. • 2015. • 2016. • 2017. • 2018. • 2019. • 2020. 2021. • 2022. • 2023. • 2024. • 2025. |                   |

| Pjesma Eurovizije | Pjesma Eurovizije |
| --- | ----------------- |
| |                   |
| 01956. • 1957. • 1958. • 1959. • 1960. 1961. • 1962. • 1963. • 1964. • 1965. • 1966. • 1967. • 1968. • 1969. • 1970. 1971. • 1972. • 1973. • 1974. • 1975. • 1976. • 1977. • 1978. • 1979. • 1980. 1981. • 1982. • 1983. • 1984. • 1985. • 1986. • 1987. • 1988. • 1989. • 1990. 1991. • 1992. • 1993. • 1994. • 1995. • 1996. • 1997. • 1998. • 1999. • 2000. 2001. • 2002. • 2003. • 2004. • 2005. • 2006. • 2007. • 2008. • 2009. • 2010. 2011. • 2012. • 2013. • 2014. • 2015. • 2016. • 2017. • 2018. • 2019. • 2020. 2021. • 2022. • 2023. • 2024. • 2025. |                   |